# Maimie McCoy

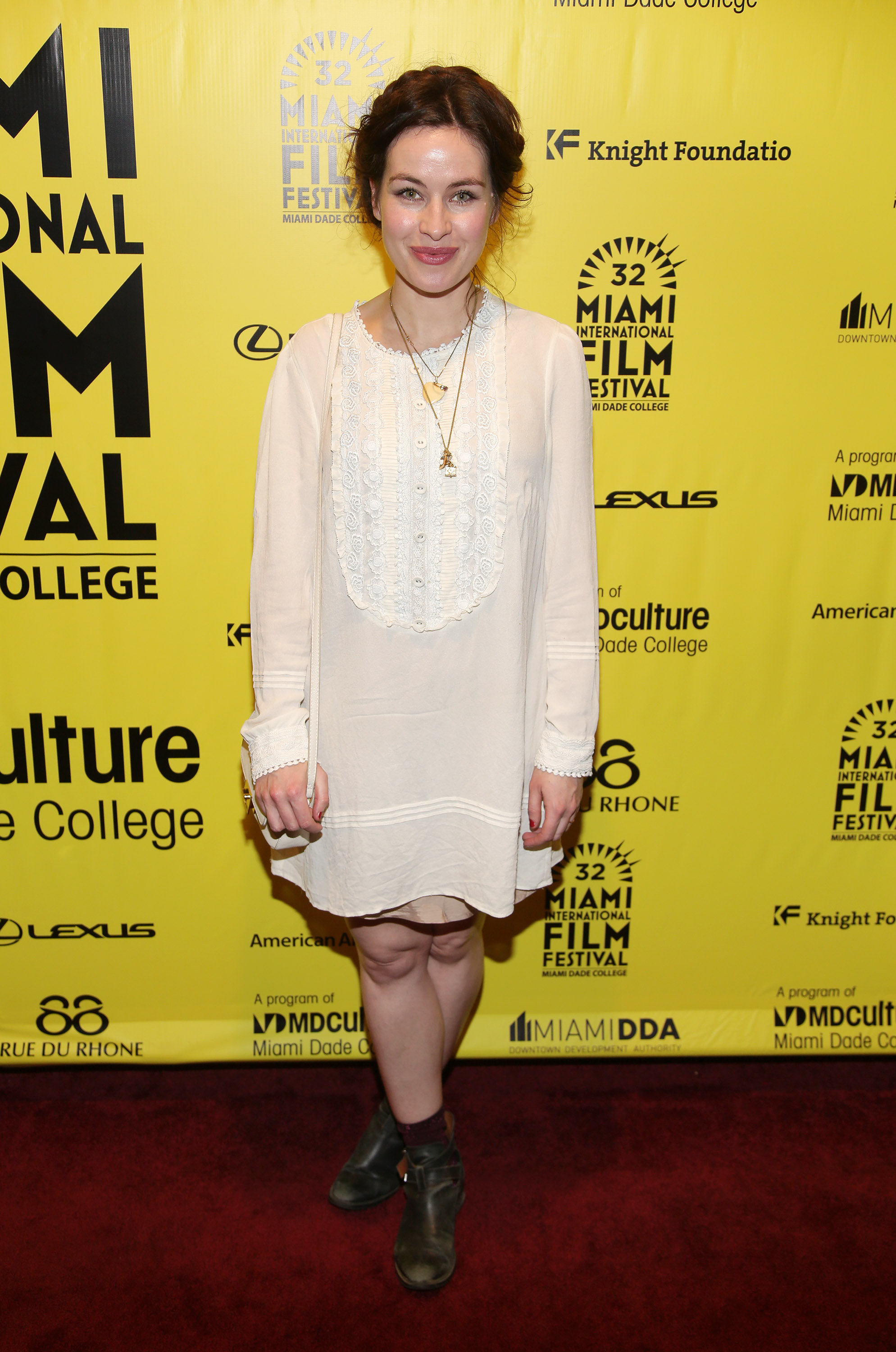
Maimie McCoy

Maimie McCoy (* 1980 in Yorkshire als Mary McCoy) ist eine britische Schauspielerin und Filmproduzentin.

## Leben und Karriere
Die Tochter des Gastronomen Eugene McCoy wurde 1980 in Yorkshire als Mary McCoy geboren.
Sie war in verschiedenen britischen Fernsehserien und Spielfilmen zu sehen. Nationale Bekanntheit erlangte sie durch die Hauptrolle der Nicole Palmerston-Amory in der Dramedy Personal Affairs. Als Margaret war sie 2009 in dem Zweiteiler Desperate Romantics zu sehen.
Seit Januar 2014 verkörpert sie die Rolle der Milady de Winter in der BBC-One-Fernsehserie Die Musketiere.
In der britischen Krimi-Fernsehserie Kommissar Van der Valk (Original: Van der Valk, 2020), die im Spätfrühjahr 2020 in der ARD erstmals in Deutschland lief, verkörperte sie Inspector Lucienne Hassell, eine enge Mitarbeiterin im Team des Titelhelden.

## Filmografie (Auswahl)
- 2004: Waking the Dead – Im Auftrag der Toten (Waking the Dead, Fernsehserie, 2 Episoden)
- 2004: The Libertine
- 2006: The Bill (Fernsehserie, Episode 22x41)
- 2007: Virgin Territory
- 2009: Desperate Romantics (Fernseh-Zweiteiler)
- 2009: Personal Affairs (Fernsehserie, 5 Episoden)
- 2011: Casualty (Fernsehserie, 1 Episode)
- 2012: Kommissar Wallander: Vor dem Frost
- 2013: Der junge Inspektor Morse (Endeavour, Fernsehserie, 1 Episode)
- 2014–2016: Die Musketiere (The Musketeers, Fernsehserie)
- 2015: Das karmesinrote Blütenblatt (The Crimson Petal and the White)
- 2016: Inspector Banks (DCI Banks, Fernsehserie, 5 Episoden)
- 2016: Grantchester (Fernsehserie, 1 Episode)
- 2018: Agatha Raisin (Fernsehserie, 1 Episode)
- 2019: London Kills (Fernsehserie, 3 Episoden)
- 2020: White House Farm (Miniserie, 3 Episoden)
- 2020: Der Doktor und das liebe Vieh (All Creatures Great and Small, Fernsehserie, 2 Episoden)
- ab 2020: Kommissar Van der Valk (Van der Valk, Fernsehserie)
- 2021: Inspector Barnaby (Midsomer Murders, Fernsehserie, 1 Episode)